# لوران تولاج
لوران تولاج (Lorent Tolaj) (مواليد 23 أكتوبر 2001) هو لاعب كرة قدم سويسري محترف يلعب كمهاجم لنادي سالفورد سيتي على سبيل الإعارة من برايتون أند هوف ألبيون.